# Петрашак, Леонард
Леона́рд Йо́зеф Петра́шак (пол. Leonard Józef Pietraszak; 6 ноября 1936, Быдгощ, Куявско-Поморское воеводство — 1 февраля 2023, Варшава) — польский актёр театра и кино. Зрителям СССР был известен ролью банкира Густава Крамера в фильмах «Ва-банк» и «Ва-банк 2».

## Биография
Леонард Петрашак родился в 1936 году в Быдгоще, Польская Республика. Первую небольшую роль в кино исполнил в 1957 году в фильме «Настоящий конец большой войны». 19 июня 1959 года он дебютировал как актёр в театре, а через год окончил актерский факультет Киношколы в Лодзи. Широкую популярность в Польше получил после исполнения главной роли в телесериале «Чёрные тучи» 1973 года, а роль криминального банкира в фильме «Ва-банк» сделала его известным далеко за пределами страны. С 1977 года играл в театре «Атенеум» (Варшава).
Скончался 1 февраля 2023 года в Варшаве. 4 февраля в Костёле святого брата Альберта и святого Апостола Андрея состоялась поминальная служба. Согласно просьбе актёра, его тело было кремировано, а прах захоронен в могиле его матери на Старофарнском кладбище Быдгоща.

## Признание
- Награда председателя «Комитета в дела радио и телевидение» за совокупность телевизионного творчества (1979).
- почётный знак «Заслуженный деятель культуры» (1988).
- Офицерский крест Ордена Возрождения Польши (2000).
- Медаль «За заслуги в культуре Gloria Artis» Министерства культуры и национального наследия Польши (2010).

## Избранная фильмография

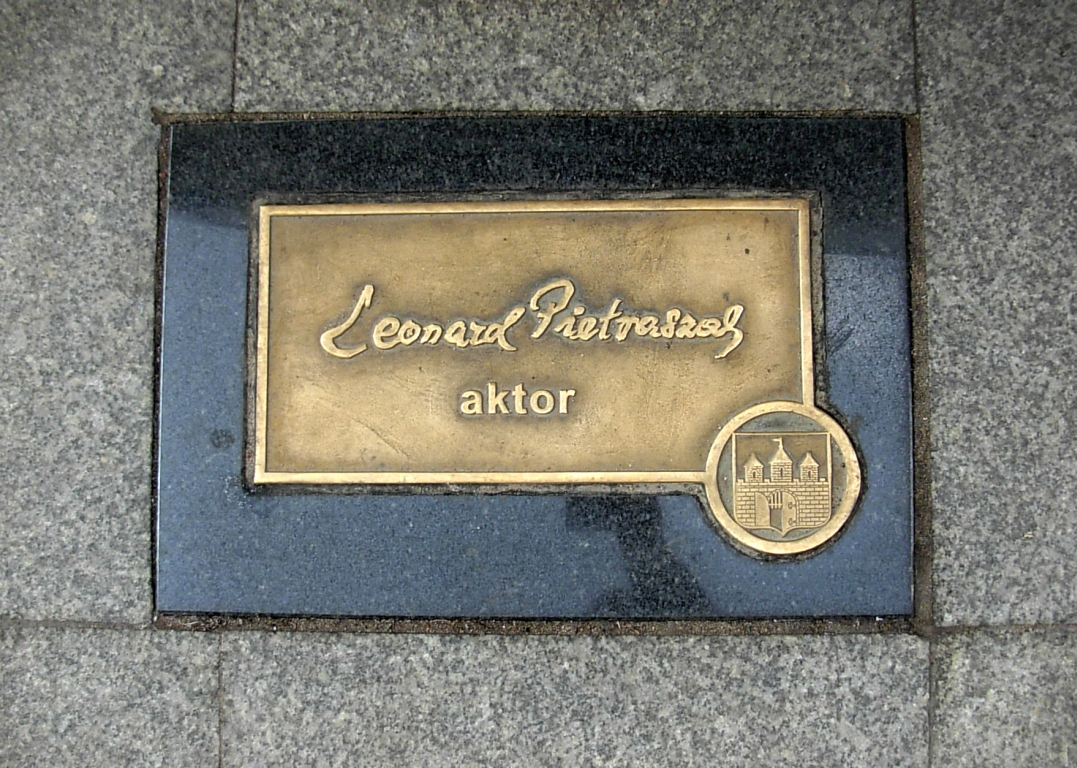
Факсимиле на аллее автографов в Быдгоще. 2012 год.

(Снялся более чем в 60 фильмах)
| Год  |    | Русское название                                                     | Оригинальное название                 | Роль                              |
| ---- | -- | -------------------------------------------------------------------- | ------------------------------------- | --------------------------------- |
| 1957 | ф  | Ева хочет спать                                                      | Ewa chce spać                         | мотоциклист                       |
| 1958 | ф  | История одного истребителя                                           | Historia jednego myśliwca             | польский лётчик                   |
| 1958 | ф  | Солдат королевы Мадагаскара                                          | Żołnierz królowej Madagaskaru         | эпизод                            |
| 1959 | ф  | Инспекция пана Анатоля                                               | Inspekcja pana Anatola                | эпизод                            |
| 1959 | ф  | Кафе «Минога»                                                        | Cafe pod Minogą                       | повстанец                         |
| 1960 | ф  | Косоглазое счастье                                                   | Zezowate szczęście                    | конспиратор                       |
| 1962 | ф  | Красные береты                                                       | Czerwone berety                       | лейтенант                         |
| 1968 | ф  | Всё на продажу                                                       | Wszystko na sprzedaż                  | участник банкета и похорон        |
| 1968 | тф | Ставка больше, чем жизнь                                             | Stawka większa niż życie              | Губерт Орнель                     |
| 1970 | ф  | Приключения канонира Доласа, или Как я развязал Вторую мировую войну | Jak rozpętałem drugą wojnę światową   | лётчик в лагере для военнопленных |
| 1973 | тф | Чёрные тучи                                                          | Czarne chmury                         | Кшиштоф Довгирд                   |
| 1974 | тф | Сорокалетний                                                         | 40-latek                              | доктор Карл Стельмах              |
| 1975 | ф  | В те дни предвесенние                                                | W te dni przedwiosenne                | Вацлав Кашиба                     |
| 1976 | ф  | Большая система                                                      | Wielki układ                          | инженер Марек Колодзейский        |
| 1976 | тф | Я — мотылёк, или Роман сорокалетнего                                 | Motylem jestem, czyli romans 40-latka | доктор Карл Стельмах              |
| 1978 | тф | До последней капли крови                                             | Do krwi ostatniej…                    | Вихерский                         |
| 1979 | тф | Семья Поланецких                                                     | Rodzina Połanieckich                  | художник Свирский                 |
| 1981 | ф  | Ва-банк                                                              | Vabank                                | Густав Крамер                     |
| 1982 | ф  | Дантон                                                               | Danton                                | Карно                             |
| 1982 | ф  | Эпитафия для Барбары Радзивилл                                       | Epitafium dla Barbary Radziwiłłówny   | Пётр Кмита-Собенский              |
| 1984 | ф  | Ва-банк 2                                                            | Vabank II czyli riposta               | Густав Крамер                     |
| 1986 | ф  | Хроника любовных происшествий                                        | Kronika wypadków miłosnych            | отец Алины                        |
| 1986 | ф  | ЭСД: Экспериментальный сигнал добра                                  | ESD                                   | доктор Ковалик                    |
| 1987 | ф  | Кингсайз                                                             | Kingsajz                              | Крамерко                          |
| 1998 | ф  | Золото дезертиров                                                    | Zoloto dezerterów                     | Ротмистер Деливер                 |
| 1999 | ф  | Гнездовье                                                            | Siedlisko                             | Кшиштоф Калиновский               |
| 2011 | ф  | Письма к М.                                                          | Listy do M.                           | Флориан                           |
| 2012 | ф  | День женщин                                                          | Dzień kobiet                          | адвокат Гавлик                    |

## Семья
Жена — актриса Ванда Майерувна (род. 1932). От первого брака с Ханной у него родился сын Миколай.